# 池上哲二
池上 哲二（いけがみ てつじ、1949年9月9日 - ）は、広島県出身の元競艇選手。登録番号2648。身長162cm。血液型O型。35期。弟子に海野ゆかり、上平真二がいる。

## 来歴
- 1973年5月12日、宮島競艇場でデビュー。同節で初勝利。
- 1989年3月、住之江競艇場での周年記念でG1初優勝。
- 2008年9月10日、徳山競艇場で2000勝達成。
- 2009年5月17日、宮島競艇場での「中国新聞販売センター杯争奪ポセイドンカップ」10Rを最後に引退を表明。レース終了後、引退セレモニーが行われ、弟子の海野ゆかりをはじめ、レースに参加した主だった選手等から花束を送られた後、水神祭が行われた[3]。

引退後は日本レジャーチャンネルの専属解説者を務めた。2023年11月23日に、ボートレース徳山の配信にゲストとして登場している。

## 生涯成績
- 通算出走回数 8677走
- 通算勝利回数 2022勝
- 通算優勝回数 54勝
- 生涯獲得賞金 9億7569万703円